# Sun Myung Moon

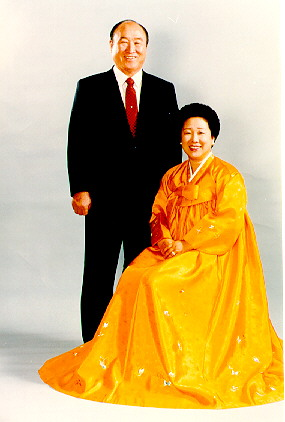
Sun Myong Moon z drugą żoną

Sun Myung Moon, Young Myung  (kor. 문선명 IPA: [munsʌnmjʌŋ], ur. 25 lutego 1920 na terenie obecnej Korei Północnej (wówczas Generalne Gubernatorstwo Korei – pod zaborem japońskim), zm. 3 września 2012 w Gapyeong w Korei Południowej) – koreański założyciel i przywódca Ruchu pod Wezwaniem Ducha Świętego na Rzecz Zjednoczenia Chrześcijaństwa Światowego.

## Życiorys
Urodził się jako Young Myung Moon (kor. 문용명/文龍明 [munjoŋmjʌŋ], Promieniejący Smok – w Korei symbol władzy królewskiej). Kiedy miał 10 lat, jego rodzice przystąpili do kościoła prezbiteriańskiego. Moon twierdzi, że 17 kwietnia 1935 r. ukazał mu się Jezus Chrystus i poprosił go, aby kontynuował jego nieukończone dzieło. Według Wielebnego Moona, Chrystus nie ukończył swojego dzieła, ponieważ został ukrzyżowany – spowodowała to niewiara Izraela (brak odpowiedzi ze strony Jana Chrzciciela i niezrozumienie apostołów spowodowało, że Jezus nie mógł do końca przeprowadzić swojej misji). Wyraził to w słowach: „Mam wam jeszcze wiele do powiedzenia, ale teraz znieść nie możecie” (Ewangelia Św. Jana 16,12). Jezus nie ożenił się i nie mógł mieć potomka, był jedynym człowiekiem nieskażonym piętnem grzechu pierworodnego. Wielebny Moon po spotkaniu z Chrystusem trzy razy odmówił, zanim przystał na jego prośbę, ponieważ zdawał sobie sprawę z ogromnej odpowiedzialności z jaką wiązało się przyjęcie misji kontynuacji dzieła Jezusa. W czasie 9 lat poszukiwał tzw. Zasad, które spisał przy pomocy swoich pierwszych uczniów. W czasie II wojny światowej studiował na wydziale elektrycznym Uniwersytetu Waseda w Japonii (studia te dawały możliwość odpracowania wojska i jako inżynier musiał pracować w miejscu wyznaczonym przez japońskie władze, przez cały ten czas działał w ruchu oporu). Tam też po raz pierwszy został aresztowany za antyjapońską działalność. Po wojnie wrócił do Korei, gdzie doświadczył wielkiego mistycznego przeżycia. Jak opisał w Boskich zasadach, udał się do świata pozaziemskiego, gdzie stoczył „wielką bitwę z miriadami sił szatana i odniósł nad nimi miażdżące zwycięstwo”. Według nauczania Kościoła Zjednoczeniowego Moon stał się wtedy absolutnym zwycięzcą niebios i ziemi. Po tym wydarzeniu Young Myung Moon zmienił swoje imię na Sun Myung Moon, co jest tłumaczone przez amerykańskich członków Ruchu jako Światło Słońca i Księżyca.
Moon w Korei Północnej głosił, że jest Mesjaszem. W 1948 został aresztowany przez władze komunistyczne za ewangelizację i skazany na 5 lat obozu koncentracyjnego, z którego wyszedł po niespełna 3 latach.
W 1954 utworzył Kościół Zjednoczeniowy. W 1955 został ponownie aresztowany pod zarzutem cudzołóstwa i rozwiązłości seksualnej, a także oszustw czekowych. Został uniewinniony z braku dowodów.
W 1972 Moon ogłosił, że objawił mu się Bóg i nakazał założyć Kościół w Ameryce. Moon przeprowadził się do USA i w stanie Nowy Jork zakupił 22 akry ziemi z przeznaczeniem na dom misyjny. Znał język angielski, jednak zawsze nauczał po koreańsku.
W Waszyngtonie, Sun Myung Moon znalazł wspólną płaszczyznę z silnie antykomunistycznymi przywódcami w 1980 roku, m.in. z Ronaldem Reaganem. Korzystając z funduszy Kościoła Zjednoczeniowego (Unification Church) w 1982 roku, Moon, Bo Hi Pak i innych przywódcy kościoła założyli The Washington Times. W 1991 roku Moon powiedział, że wydał około 1 miliard dolarów na tę gazetę (a w 2002 r. około 1,7 miliardów dolarów), które nazwał „instrumentem w szerzeniu prawdy o Bogu na świecie”.
W 1982 został skazany w USA na 18 miesięcy więzienia i 25 tys. USD grzywny za uchylanie się od płacenia podatków. Wyrok zaczął odsiadywać w 1984, później władze musiały powołać kolejną komisję senacką w celu zbadania poprawności zarzutów, ujawniono wiele dowodów na nieprawidłowości w przebiegu procesu, w wyniku którego Moon został skazany.
Cały ten proceder został opisany w książce „Inquisition” Carlton Sherwood (706 stron), gdzie ujawniono nagrania z pokoju sędziów – wywołało to ogromny skandal.
Moon dwukrotnie zawierał małżeństwo. Z drugą żoną Hak Ja Han ma trzynaścioro dzieci.